# 201 v. Chr.
Portal Geschichte | Portal Biografien | Aktuelle Ereignisse | Jahreskalender | Tagesartikel

◄ |
4. Jahrhundert v. Chr. |
3. Jahrhundert v. Chr. |
2. Jahrhundert v. Chr. |
►

◄ | 220er v. Chr. | 210er v. Chr. | 200er v. Chr. | 190er v. Chr. |
180er v. Chr. |
►

◄◄ | ◄ | 204 v. Chr. | 203 v. Chr. | 202 v. Chr. | 201 v. Chr. |
200 v. Chr. |
199 v. Chr. |
198 v. Chr. |
► |
►►
Staatsoberhäupter

## Ereignisse
- Ende des Zweiten Punischen Krieges durch Diktatfrieden: Karthago darf ohne die Zustimmung Roms keine auswärtigen Kriege führen.

## Gestorben
- um 201 v. Chr.: Gnaeus Naevius, römischer Dichter (* um 270 v. Chr.)
- um 201 v. Chr.: Sosibios (Sohn), Politiker des ägyptischen Ptolemäerreichs
- um 201 v. Chr.: Syphax, von 220 bis 203 v. Chr. König von Westnumidien